# Sozialwirtschaftslehre
Die Sozialwirtschaftslehre ist die Wissenschaft von den Unternehmungen in der Gesellschaft zur direkten Beförderung der Wohlfahrt von einzelnen Menschen und des Gemeinwesens. (Wendt 2003, S. 16) Sie befasst sich mit den Institutionen (Organisationen, Diensten und Einrichtungen) der Sozialwirtschaft und den Aktivitäten in der gemeinschaftlich und öffentlich organisierten und auch privat-gewerblich erbrachten Versorgung von Menschen in Verbindung mit ihrer Selbstsorge zur Bewältigung und Lösung von sozialen, gesundheitlichen und anderen ihr Wohlergehen betreffenden Problemen. Ökonomisch geht es um die Allokation der Mittel, die im Sozialleistungssystem eingesetzt werden, und um die Dispositionen, die innerhalb und außerhalb von ihm zu Zwecken der Produktion und des Unterhalts von Wohlfahrt getroffen werden. In diesem Sinne ist die Ökonomie der öffentlichen, sozialen und persönlichen Daseinsvorsorge der allgemeine Gegenstand der Sozialwirtschaftslehre. Sie widmet sich in der Theorie und in der Forschung der Art und Weise, wie die Ressourcen erschlossen und genutzt werden, die dem Sachzweck der sozialen Wohlfahrt dienen, und wie die Akteure in der formellen und informellen Leistungserbringung rational zusammenwirken.
Themen der Sozialwirtschaftslehre sind unter anderem:
- die persönliche und familiäre Wohlfahrtsproduktion und ihr Beitrag zum gesamtwirtschaftlichen Leistungsvermögen
- die Leistungen, die in gemeinschaftlicher Selbsthilfe (z. B. in Sozialgenossenschaften) und von frei-gemeinnützigen Wohlfahrtsorganisationen erbracht werden
- die Allokation und Distribution der Mittel, die zum Sozialhaushalt von Staat und Kommunen rechnen bzw. von den Sozialleistungsträgern verwaltet und in der sozialen und gesundheitlichen Versorgung eingesetzt werden
- das Management der Prozesse, in denen soziale Probleme bearbeitet werden und soziale Unterstützung geleistet wird (Sozialmanagement).

Die Sozialwirtschaftslehre stellt auch eine Ökonomik der Sozialen Arbeit und der sozialen Sicherungssysteme dar. Sie behandelt deren Rationalität im Umgang mit den verfügbaren (knappen) Ressourcen. Ihr Untersuchungsgebiet schließt die Ökonomik des persönlichen, familiären und gemeinschaftlichen Zurechtkommens in sozialen Belangen ein. Wissenschaftshistorisch besteht ein Bezug zur alten Ökonomik (oikonomia) des "ganzen Hauses", nun übertragen in den Bereich der öffentlichen sozialen Versorgung.